# Guillaume de La Motte
Guillaume de La Motte († 18. Juni 1437 in der Grande Chartreuse bei Grenoble, Frankreich) war ein Kartäusermönch. Von 1420 bis zu seinem Tod war er Prior der Grande Chartreuse und Generalminister des Kartäuserordens.

## Leben
Er trat in die Grande Chartreuse ein und legte seine Profess ab. Nach dem Tod von Jean de Griffenberg im Jahre 1420 wurde er zum 29. Prior der Grande Chartreuse und Generalminister des Kartäuserordens gewählt, obwohl er bereits sehr alt war. Er hatte ein gutes Verhältnis zu Papst Martin V. Dieser bestätigte 1425 in sechs Bullen Privilegien, die die Kartäuser seit dem 12. Jahrhundert hatten.